# 浜口檐
浜口 檐（はまぐち たん、1872年7月7日（明治5年6月2日）– 1939年（昭和14年）10月2日）は、明治後期から昭和前期の実業家・政治家。衆議院議員。

## 経歴
和歌山県有田郡広村（広町を経て現広川町）で、実業家・7代濱口儀兵衛（濱口梧陵）の末子として生まれた。1891年（明治24年）慶應義塾普通部を、1894年（明治27年）東京専門学校（現早稲田大学）英語政治科を卒業。円覚寺に2年参禅して イギリスに留学し、1902年（明治35年）ケンブリッジ大学を卒業した。
1904年（明治37年）3月、第9回衆議院議員総選挙に和歌山県郡部から無所属で出馬して当選し、衆議院議員に1期在任した。この間、議員歳費を辞退して話題となる。
その後、豊国銀行の設立に参画し、文書部長、取締役を務めた。1912年（明治45年）猪苗代水力電気が設立されると入社して、庶務課長、営業課長、営業部長、監査役を歴任。その他、麒麟麦酒監査役、武総銀行取締役などにも在任した。
郷里の農業振興にも尽くし、富有柿の苗木数千本の無料配布、ビール麦の栽培奨励などを行った。

## 親族
- 妻 浜口八重子（男爵近藤廉平二女）[3]
- 長女・篤子の舅に白仁武

## 脚註
1. ↑  衆議院『衆議院議員名簿』〈第二十回帝国議会衆議院公報第1号附録〉、1904年、23頁。
2. 1 2 3 4 5  『大日本人物誌』は之部35頁。
3. 1 2 3 4 5 6  『大正人名辞典 第3版』1032頁。
4. 1 2 3 4 5 6 7 8  『議会制度百年史 - 衆議院議員名鑑』512頁。
5. 1 2 3 4 5 6  『総選挙衆議院議員略歴 第1回乃至第20回』362頁。
6. 1 2 3 4 5 6 7 8 9 10  『和歌山県史 人物』393頁。
7. 1 2 3 4 5 6  『大衆人事録 昭和3年版』ハ59頁。
8. 1 2  『広川町誌 下巻』858頁。
9. ↑  『衆議院議員総選挙一覧 自第7回至第13回』31頁。